# Чурсін Прокіп Олексійович
Прокіп Олексійович Чурсін (1902, село Нижнє-Колосовське Тобольської губернії, тепер село Колосовка Колосовського району Омської області, Російська Федерація — розстріляний 27 жовтня 1950, місто Москва, Російська Федерація) — радянський діяч, секретар Кримського обласного комітету ВКП(б). Кандидат філософських наук.

## Біографія
Народився в селянській родині. З 1911 по 1921 рік працював у господарстві батьків.
Член ВКП(б) з 1920 року.
У 1921 році закінчив шестимісячну радпартшколу.
У 1921—1922 роках — на відповідальній роботі в Тарському повітовому комітеті комсомолу Омської області.
У 1925 році закінчив Урало-Сибірський комуністичний університет.
У 1925—1929 роках — у Червоній армії: червоноармієць, політичний керівник роти, секретар партійного бюро військової частини.
У 1930—1932 роках — завідувач кафедри діалектичного та історичного матеріалізму Омського медичного інституту.
У 1932—1934 роках — слухач Інституту червоної професури в Москві.
У 1934—1938 роках — начальник політичного відділу радгоспу «Саки» Сакського району Кримської АРСР.
У 1938—1941 роках — завідувач кафедри марксизму-ленінізму Кримського сільськогосподарського інституту.
У вересні 1941—1943 роках — у Червоній армії (військах НКВС СРСР), учасник німецько-радянської війни. Воював на Кримському та Північно-Кавказькому фронтах. Служив старшим інструктором 2-го відділення політичного відділу військ НКВС охорони тилу Чорноморської групи військ Закавказького фронту.
У серпні 1943 — 7 серпня 1949 року — секретар Кримського обласного комітету ВКП(б) з пропаганди і агітації.
Одночасно, з 1944 року — завідувач кафедри марксизму-ленінізму Кримського сільськогосподарського інституту.
22 вересня 1949 року заарештований органами МДБ, проходив по так званій «Ленінградській справі». Засуджений Воєнною колегією Верховного суду СРСР 27 жовтня 1950 року до страти, розстріляний того ж дня в Лефортовській в'язниці Москви. Похований на Донському цвинтарі Москви.
2 червня 1954 року посмертно реабілітований.

## Звання
- батальйонний комісар

## Нагороди
- орден Червоної Зірки (9.02.1943)
- медаль «Партизанові Вітчизняної війни» 1-го ст. (4.05.1945)